# Гнєдич Микола Іванович
Микола Іванович Гнє́дич (Гнідич, дореф. Гнѣдичъ; 2 (13) лютого 1784, Полтава, Російська імперія — 3 (15) лютого 1833, Москва, Російська імперія) — російський письменник, вчений українського походження, член Російської академії (від 1811-го), член-кореспондент імператорської АН (від 1826-го), театральний діяч, статський радник (від 1828-го). Кавалер кількох орденів.

## Життєпис
Походив з козацького роду Гнідичів — онук котелевського сотника Петра Гнідича, син власника невеликого маєтку в Богодухівському повіті (нині Котелевського району Полтавської області).
Народився в Полтаві. Мати померла при пологах, а батько — коли Микола був дитиною. Захворівши в дитинстві на віспу, втратив праве око.
З 1793 року навчався в місцевій Слов'янській семінарії, згодом у Харківському колегіумі, з 1800 року в Москві, в шляхетному університетському пансіоні МДУ, невдовзі в університеті, котрий полишив 30 грудня 1802 (11 січня 1803) через нестачу коштів на навчання, з атестатом, що давав йому змогу стати на службу колезьким реєстратором.
Цікавився літературою, писав власні вірші й перекладав твори інших письменників. Віршував російською та українською мовами. Дебютував у літературі, надрукувавши 1802-го свій переклад із трагедії Жана-Франсуа Дюсі. Перекладав твори В. Шекспіра, Вольтера, Ж. Расіна, Ф. Шіллера та інших авторів.
З часом став відомим у літературних колах Санкт-Петербурга, що дало змогу познайомитися з графом Олександром Строгановим, тогочасним директором Імператорської бібліотеки, та з Олексієм Оленіним — першим помічником графа в бібліотечних справах.
Змінивши місце проживання в 1803 році на Петербург, обіймав дрібні посади в різних відомствах, зокрема в департаменті народної освіти, канцелярії Державної ради.
У 1805—1810 роках перебував на батьківщині, під час відвідин подарував власний маєток сестрі Галині. З 1811 року, за сприяння Оленіна, перейшов на службу до Імператорської публічної бібліотеки.
Працював над статтями з історії України, сюжетами про князів Київської Русі, звертав особливу увагу на кобзарів. Планував укласти академічний «Словарь малороссийского языка».
Серед товаришів були Глинка Федір Миколайович, Юшневський Олексій Петрович, Жуковський Василь Андрійович, Муравйов Михайло Артемович, Крилов Іван Андрійович, Батюшков Костянтин Миколайович, Рилєєв Кіндрат Федорович.
Видав поеми Олександра Пушкіна «Руслан и Людмила» (1820) і «Кавказский пленник» (1822).
У 1826 році закінчив переклад російською мовою «Іліади» Гомера, підготував до видання наукові коментарі. Через хворобу в 1827 році залишив канцелярську службу. До 1828 року перебував в Одесі. У 1831 році звільнився з бібліотеки (зі збереженням чину та грошового утримання). Видав зібрання власних творів «Стихотворения Н. Гнедича» (СПб., 1832). 
Помер у Москві, під час курсу лікування, 15 лютого 1833 року. Тіло перевезене до Петербурга. Похований в Олександро-Невській лаврі.
Особисту книгозбірню (понад 1250 томів) заповів Полтавській гімназії, 2000 карбованців — церкві у Бригадирівці.

## Вшанування пам'яті
На честь Миколи Гнедича створено пам'ятник і найменовано вулицю в Котельві та провулок у Полтаві.
Включений у скульптурний монумент «Тисячоліття Росії». 

## Галерея

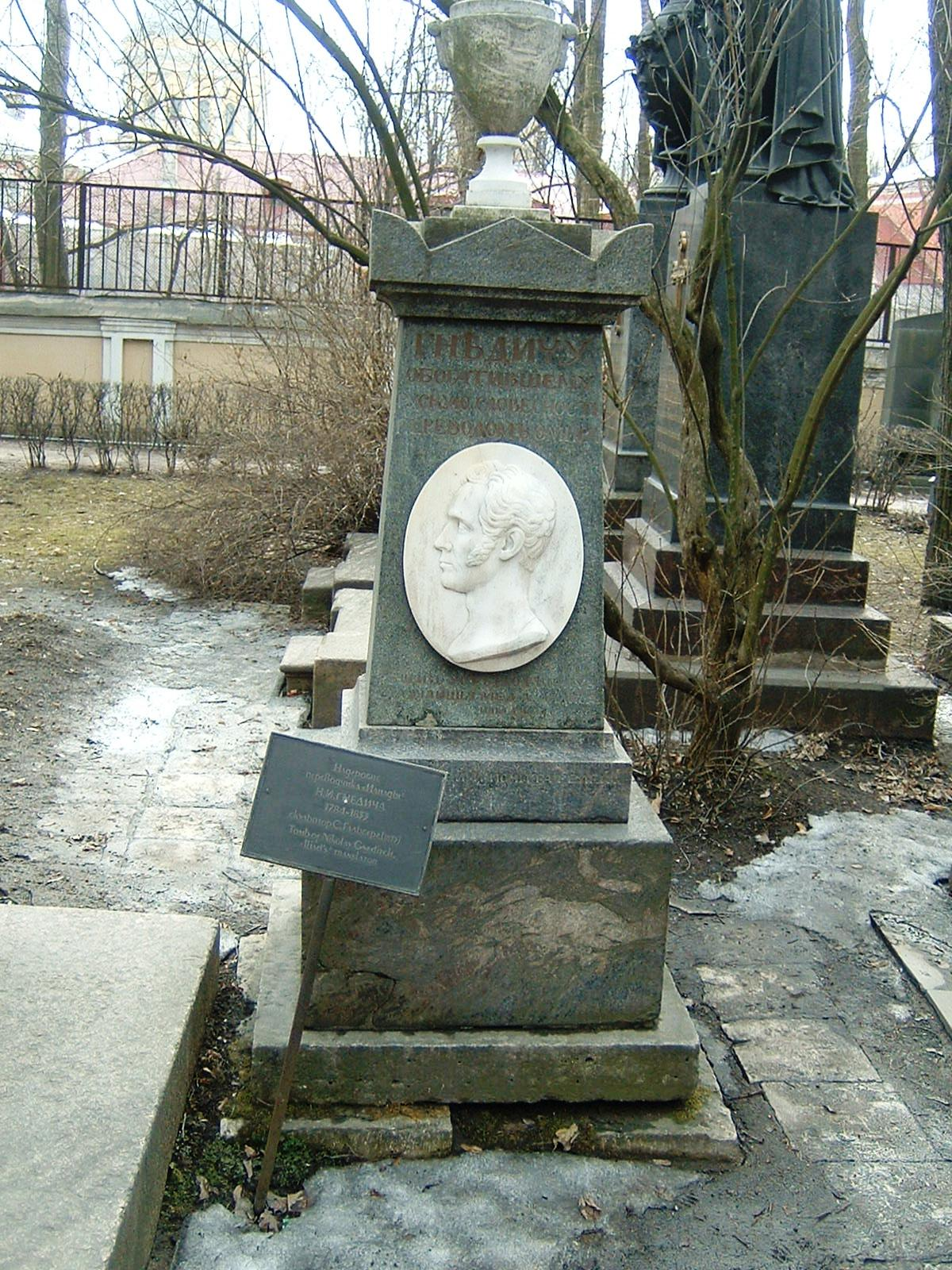
Поховання М. Гнедича
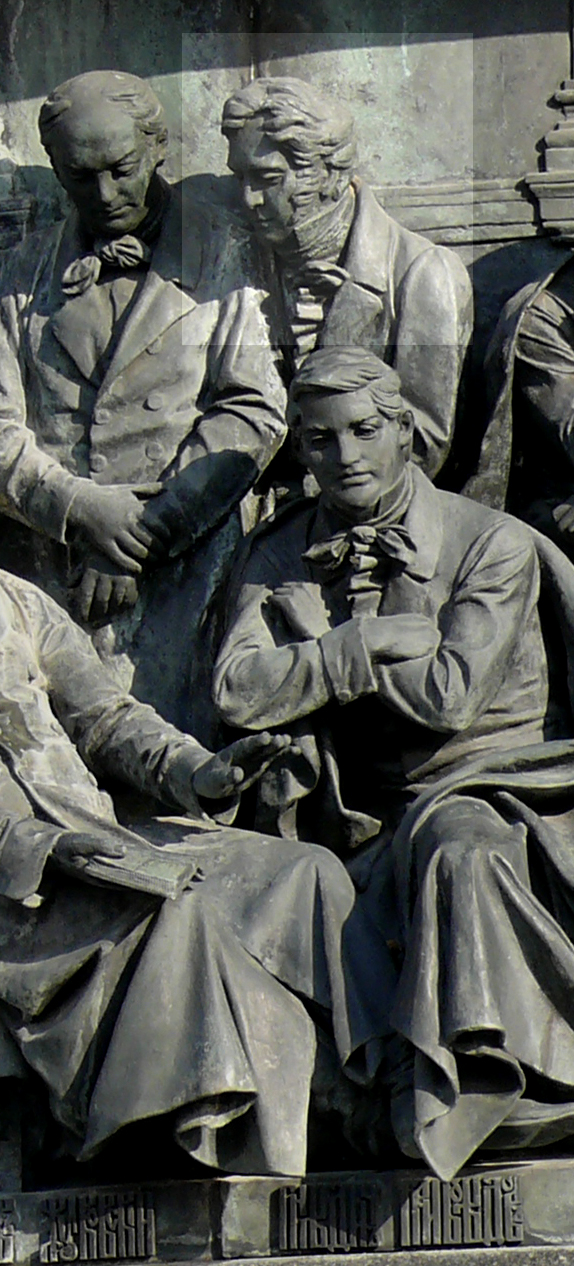
Гнедич на пам'ятнику «Тисячоліття Росії» у Великому Новгороді
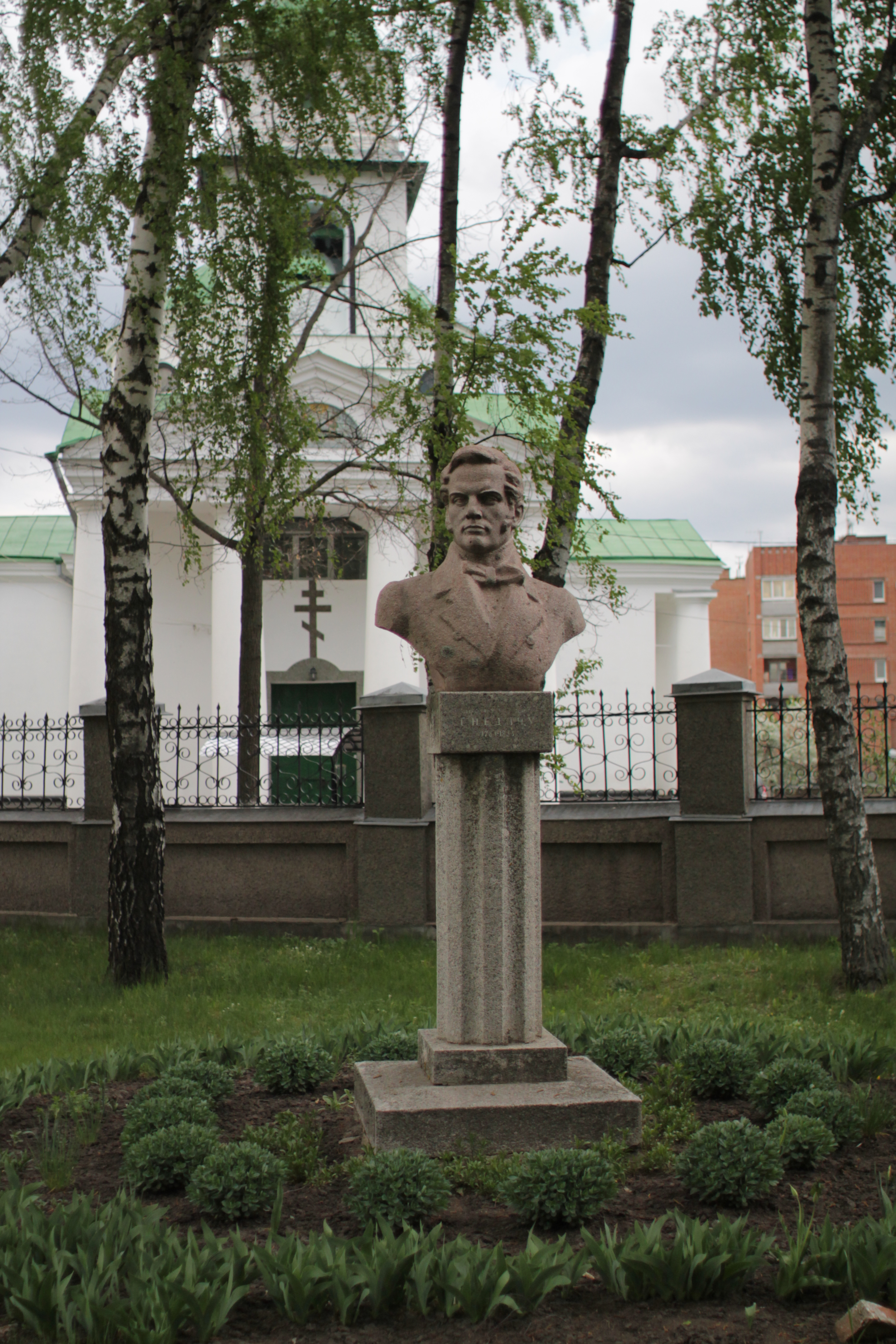
Погруддя Гнедичу в Котельві